# 伊藤啓一郎
伊藤 啓一郎（いとう けいいちろう、1866年（慶応2年4月） - 1965年（昭和40年）11月21日）は、日本の政治家、衆議院議員（1期）。

## 経歴
出雲国神門郡神西村(のち島根県簸川郡神西村、現・出雲市)生まれ。1889年、島根尋常師範学校(のち島根師範学校)卒。農業の傍ら、南画を田能村直入と塩田鉄香に学び、書画を作成する。1939年に神武天皇聖徳奉体会を提唱し、橿原神宮聖域画讃を頒布する。
1898年3月の第5回衆議院議員総選挙において島根3区から無所属で立候補して当選した。衆議院議員を1期務め、同年8月の第6回衆議院議員総選挙では憲政党から立候補して落選した。1965年に死去した。